# Seleção Nigeriana de Futebol Sub-20
A Seleção Nigeriana de Futebol Sub-20, também conhecida por Nigéria Sub-20, é a seleção Nigeriana de futebol formada por jogadores com idade inferior a 20 anos.

## Títulos Conquistados
- Campeonato Africano de Futebol Sub-20
- 1983, 1985, 1987, 1989, 2005, 2011